# Oreocallis grandiflora
Oreocallis grandiflora là một loài thực vật có hoa trong họ Quắn hoa. Loài này được (Lam.) R. Br. miêu tả khoa học đầu tiên năm 1811.